# HMS Virgo (T126)
HMS Virgo (T126) var en torpedbåt i svenska flottan som var i aktiv tjänst åren 1968–1989. HMS Virgo var den sista torpedbåten i Spica-klassen. I början av 2000-talet låg skrovet kvar, utan brygghus och övriga detaljer, vid Slagsta Marina utanför Stockholm.

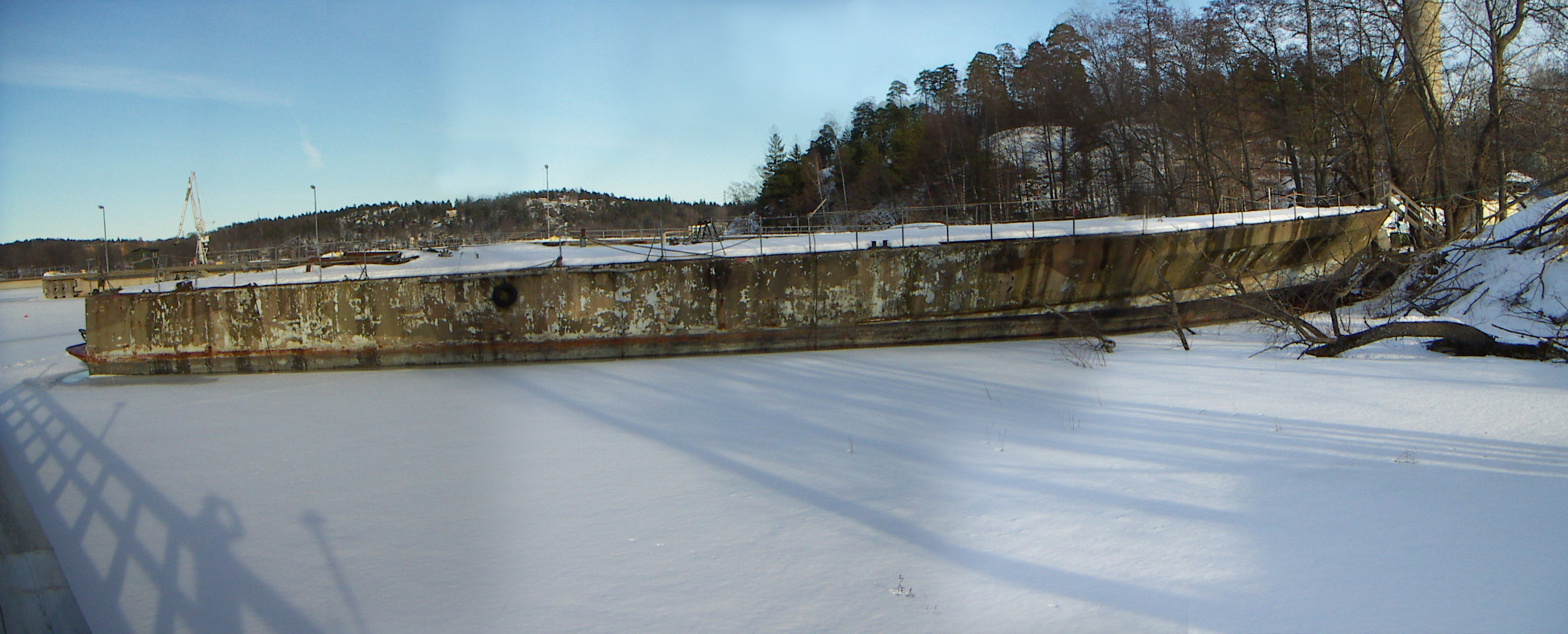
Skrovet av HMS Virgo, 2006